# アプリーリア
アプリーリア（伊: Aprilia）は、イタリア共和国ラツィオ州ラティーナ県にある、人口約74,000人の基礎自治体（コムーネ）。

## 地理

### 位置・広がり
その中心部はローマから40kmに位置し、アンツィオとネットゥーノの海岸からは16km、コッリ・アルバーニからは18km、ラティーナからは26km離れている。

#### 隣接コムーネ
隣接するコムーネは以下の通り。括弧内のRMはローマ県所属を示す。
- アンツィオ (RM)
- アルデーア (RM)
- アリッチャ (RM)
- チステルナ・ディ・ラティーナ
- ラヌーヴィオ (RM)
- ラティーナ
- ネットゥーノ (RM)
- ヴェッレトリ (RM)

### 気候分類・地震分類
アプリーリアにおけるイタリアの気候分類 (it) および度日は、zona C, 1374 GGである。
また、イタリアの地震リスク階級 (it) では、zona 2B (sismicità media) に分類される。

## 歴史
街はファシスト政権下の1936年4月2日に設立した。

## 行政

### 分離集落
アプリーリアには以下の分離集落（フラツィオーネ）がある。
- Bellavista, Borgata Agip, Buon Riposo, Caffarelli, Campo del Fico, Campo di Carne, Campoleone, Campoverde, Carano-Garibaldi, Carroceto, Casalazzara, Fossignano, Genio Civile, Giannottola, Isole, La Cogna, Pantanelle, Pian di Frasso, Rosatelli, Spaccasassi, Torre Bruna, Torre del Padiglione, Tufello, Vallelata, Valli.

## 姉妹都市
- en:Mostardas、ブラジル 1996年
- ブーヤ、イタリア 1997年
- モントーリオ・アル・ヴォマーノ、イタリア 2000年
- シャッカ、イタリア 2003年
- en:Ben Arous、チュニジア 2003年
- トゥルチャ、ルーマニア 2003年
- チンゴリ、イタリア 2004年